# Козак-2
«Козак 2» — український бронеавтомобіль виробництва НВО «Практика». Створений на повнопривідному шасі Iveco Eurocargo. В 2016 році був прийнятий на озброєння НГУ як СБА «Козак-001».

## Історія

### Козак-2014

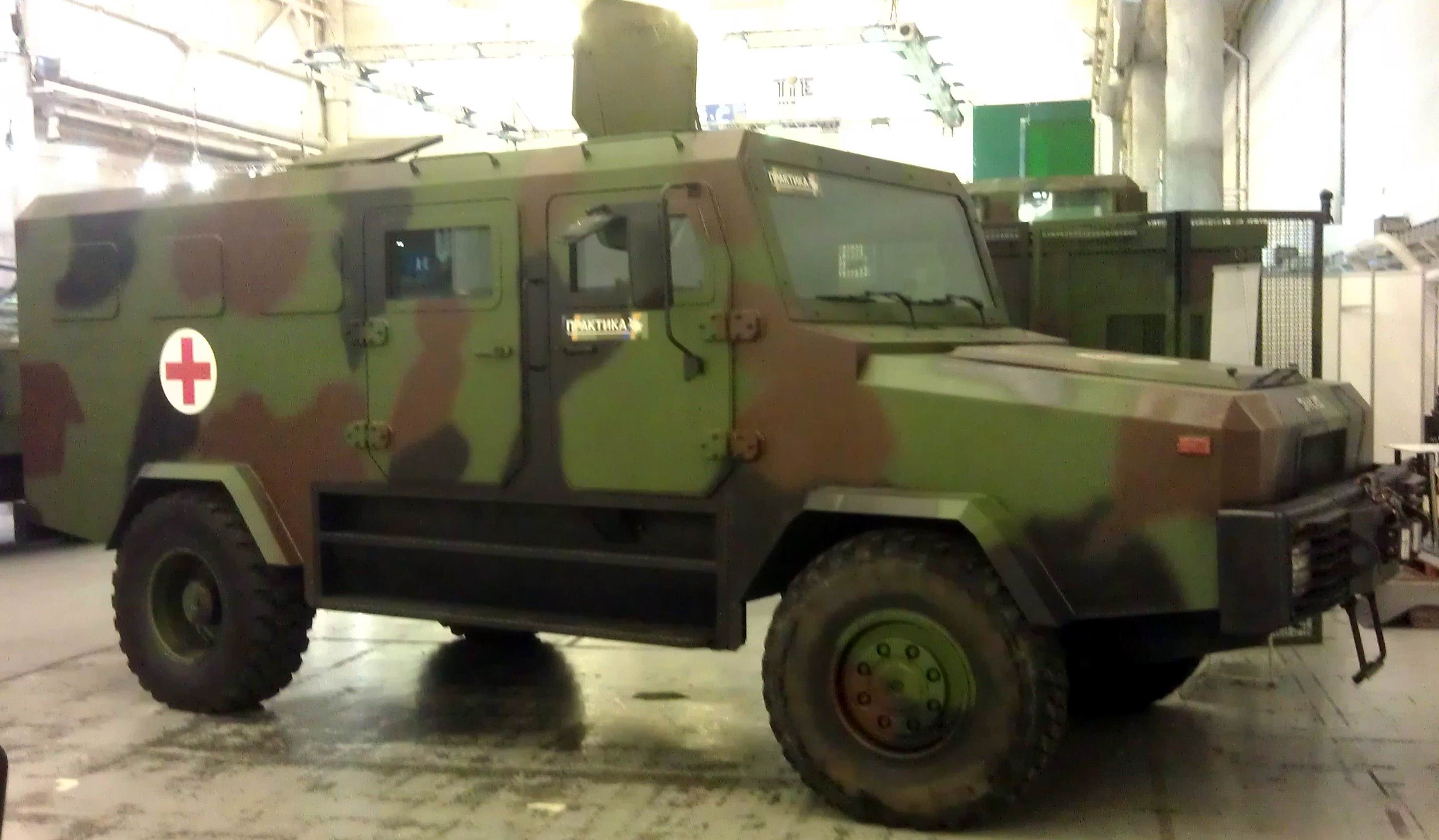
Козак-2014 — передсерійний прототип ББМ «Козак 2», санітарна версія. Виставка «Зброя та безпека 2015».

В 2014 році НВО «Практика» представила дослідний ББМ «Козак-2014». Він був створений на повнопривідному шасі Iveco Eurocargo. Дослідна модель вміщувала 10 осіб, може бути транспортна модифікація, що вміщає 15 чоловік, варіант броньованої «швидкої допомоги» і броньований вантажівка. Але військові експерти вважають, що 10 осіб — оптимальна кількість. На автомобілі позаду були встановлені не двері, а відкидна апарель. Двигун в «Козак-2014» — турбодизель Iveco об'ємом 5,9 л потужністю 279 к.с. (на першому дослідному був встановлений 250 к.с.) і крутним моментом 950 Нм при 1250 об/хв. Автомобіль комплектується 6-ст. КПП ZF і 2-ст. роздавальною коробкою. У автомобілі бронею захищений і сам двигун, рівень захисту відповідає натовському STANAG 2. Маса «Козак-2014» — 11 тонн, вантажопідйомність — 4 тонни, повна маса — 15 тонн. Також він здатний тягнути причіп масою 6 тонн. Виробник розраховував, що процес виробництва такого автомобіля становитиме близько місяця, і НВО «Практика» зможе виготовляти кілька десятків таких на місяць. В залежності від модифікації, вартість одиниці оцінювали у $250-280 тисяч.

### Козак-2
В 2015 році громадськості представили абсолютно нову серійну модель бронеавтомобіля «Козак-2», яка також виготовляється на шасі Iveco Eurocargo 4x4 з турбодизельним двигуном, що був встановлений на Козак-2014, та повною масою 15 тонн.[джерело?] Автомобіль розроблявся Автомобіль має довжину 6600-7050 мм, ширину — 2500 мм, висоту — 2650 мм, колісну базу — 3240-3690 мм і кліренс 392 мм.[джерело?]
У червні 2015 року повідомлялося, що Національна гвардія уклала контракт на купівлю 22 автомобілів, які мали бути поставлені до кінця року. 22 липня 2015 року першу партію бронемашин передано до НГУ на полігоні у Нових Петрівцях. До кінця 2015 року, за словами секретаря РНБО Олександра Турчинова, до НГУ буде поставлено 100 бронемашин «Козак».

### Протимінні випробування
В середині лютого 2016 відбулись випробування бронеавтомобіля «Козак-2» на протимінну стійкість. За словами Сергія Згурця, це стали перші подібні випробування в Україні, наближені до вимог стандарту НАТО STANAG 4569 «методи оцінки рівнів захисту бойових броньованих машин легкої категорії». Одночасно були проведені два державні випробування бронеавтомобіля: згідно з наказом МВС від 13.01.2016 № 12, та порівняльні відомчі випробування згідно з наказом МОУ від 13.01.2016 № 4. Програма випробувань була розроблена Центральним науково-дослідним інститутом МВС України. Одна з цих методик безпосередньо стосується оцінки рівня протимінної стійкості зразка.

### Прийняття на озброєння
27 липня 2016 року, за підсумками державних випробувань, автомобіль був прийнятий на озброєння Національної гвардії України під назвою Спеціалізований броньований автомобіль «Козак-001» (ББМ «Козак 2») наказом міністра МВС України № 718.

## Опис

### Озброєння
- 7,62-мм кулемет ПКМС з боєкомплектом 2500 набоїв;
- 12,7-мм крупнокаліберний кулемет (НСВТ або КТ-12.7) з боєкомплектом 450 або 500 патронів;
- 30-мм автоматичний гранатомет (АГС-17 або КБА-117) з боєкомплектом 100 пострілів;
- 40-мм автоматичний гранатомет УАГ-40 з боєкомплектом 87 пострілів.

### Комплектація
- камера відеоспостереження;
- зовнішня відеокамера з ІЧ-підсвічуванням;
- камера паркувальна заднього виду;
- система навігації;
- поворотний прожектор;
- система обігріву лобових і бічних вікон;
- тахограф; сигнальна гучномовний установка;
- лебідка з електропроводів;
- система фільтровентиляції;
- додаткова система підігріву салону;
- система пожежогасіння силової установки;
- система пожежогасіння відсіку десанту;
- система кондиціонування відсіку десанту.

## Модифікації

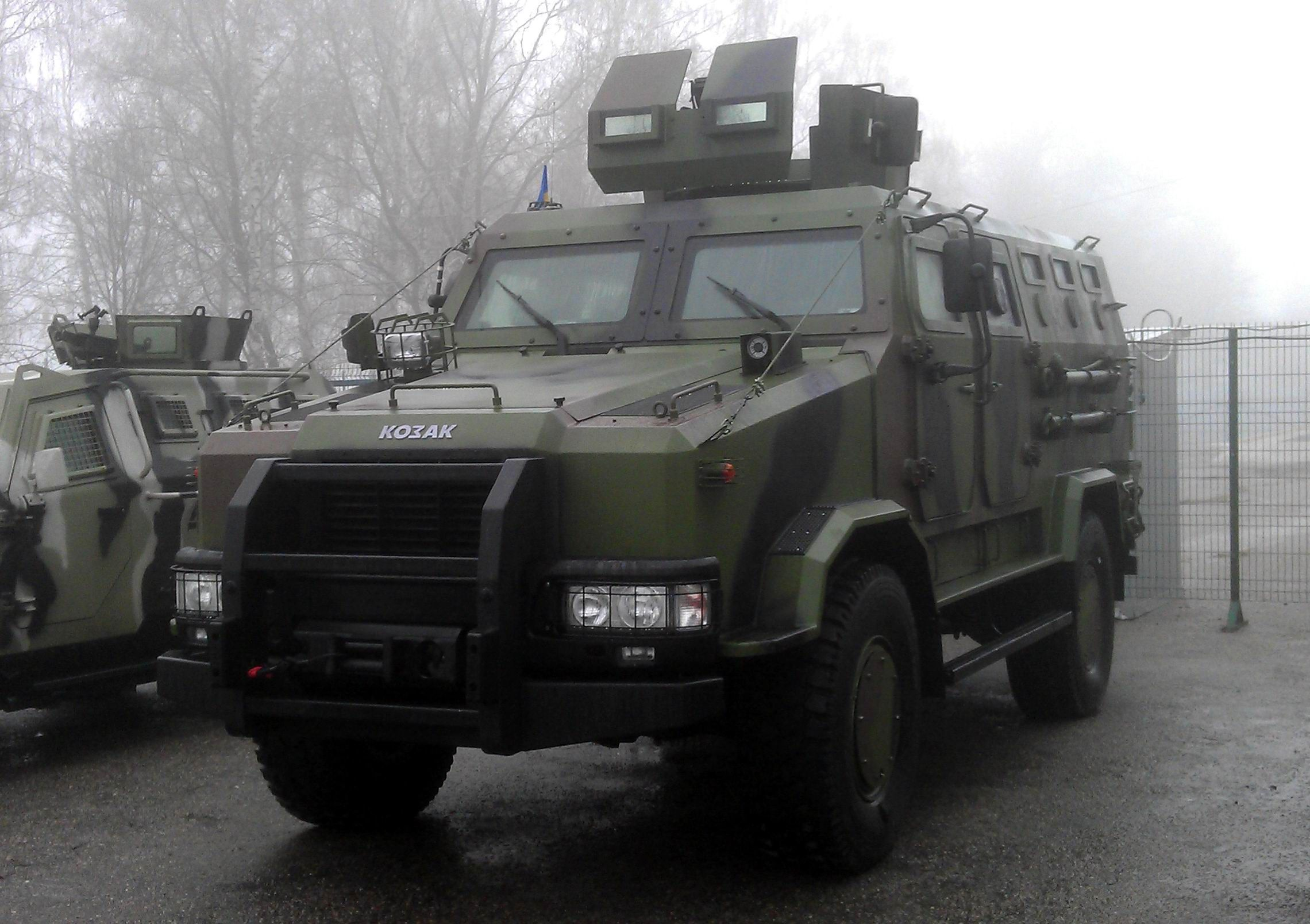
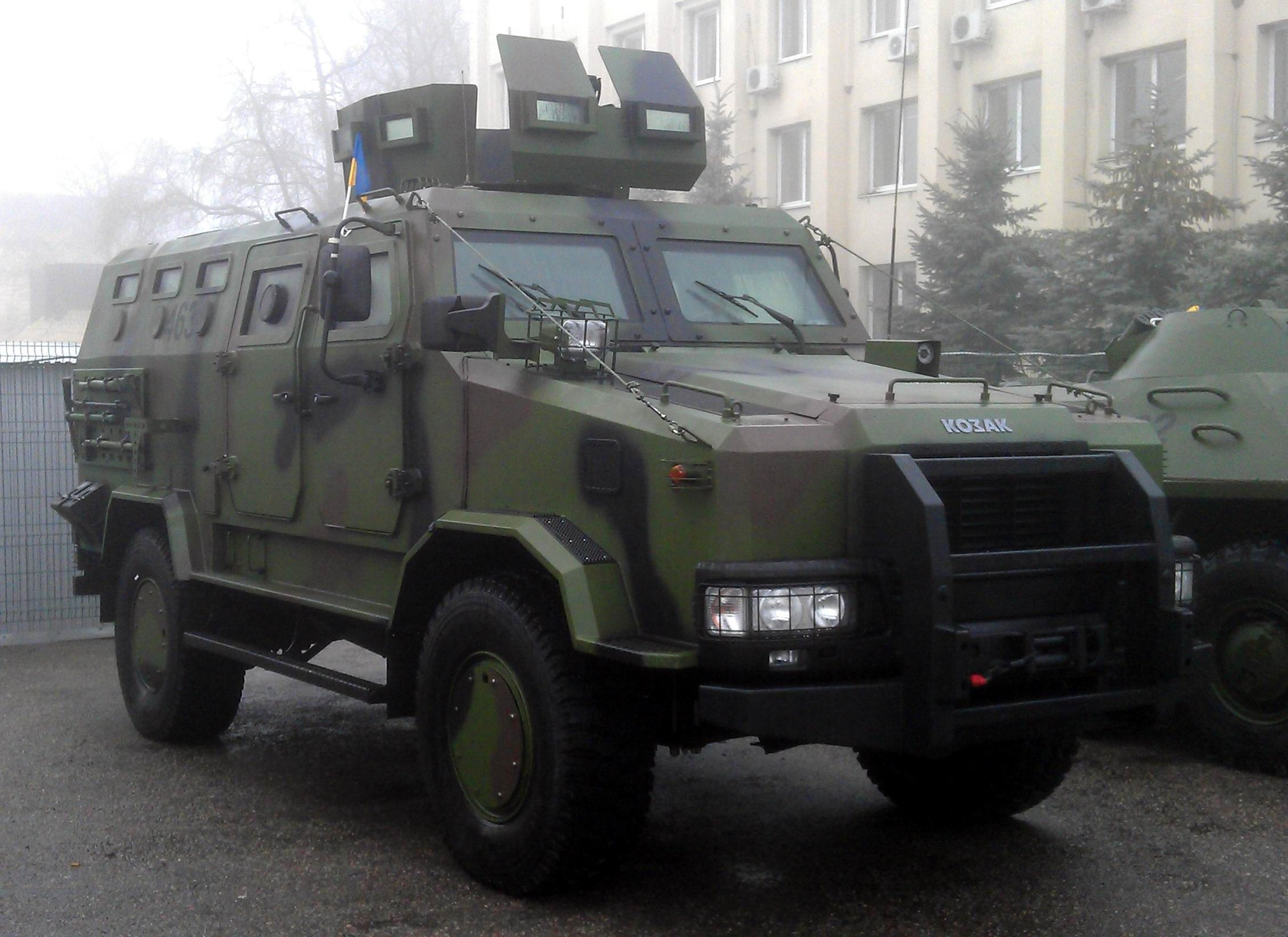
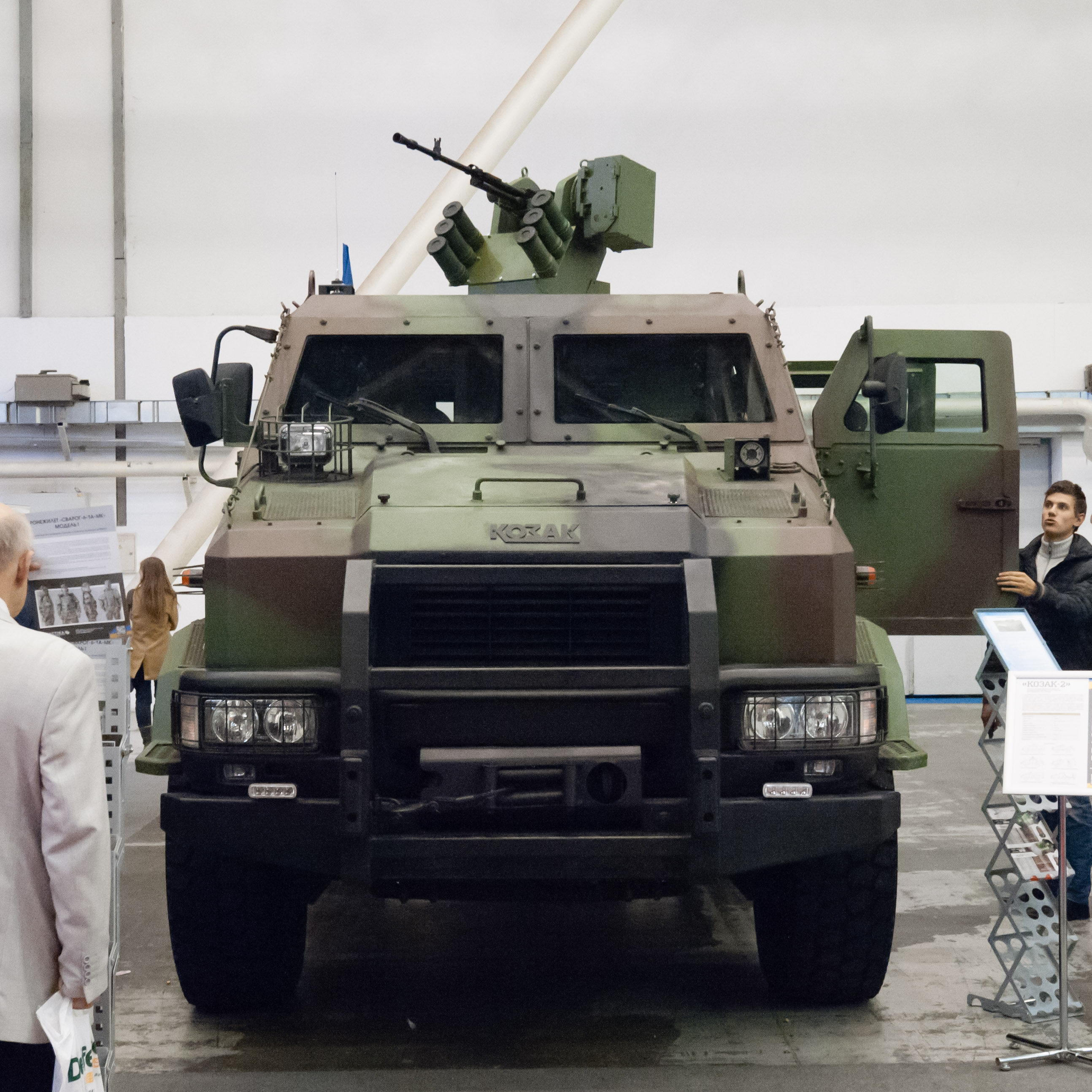

- ББМ «Козак-2014» — передсерійний прототип ББМ «Козак 2» представлений в 2014 році.
- ББМ «Козак 2» або «Козак-001» — серійна модель бронеавтомобіля «Козак-2» представлена в 2015 році.

## Оператори
- Індонезія: 2 машини, станом на 2020 рік[8]
- Україна:
  - Національна гвардія України — на початку червня 2015 року укладено контракт на поставку 22 автомобілів ББМ «Козак 2» в Національну гвардію.[3] 6 червня 2015 року в Нацгвардію поставили перші 10 автомобілів ББМ «Козак 2».[9]
  - Державна прикордонна служба України — 11 лютого 2016 року поставлено 6 бронеавтомобілів ББМ «Козак 2» в Державну прикордонну службу.
  - Збройні сили України — Міністр оборони України Степан Полторак 21 березня 2017 року підписав наказ № 158 про прийняття на озброєння ЗС України броньованого автомобіля «Козак 2»[10]. На початку листопада 2017 року була отримана перша партія з 10 машин[11]. У 2020 надішла партія з понад 40 машин.

Можливі
- Бангладеш: в серпні 2017 року з'явилась інформація про намір країни закупити 680 машин для потреб збройних сил країни.[12]

### Україна
Станом на кінець серпня 2019 року в силових структурах України знаходилось до 240 машин «Козак-2».
В березні 2019 року 33 бронемашини «Козак-2» отримав 13-й окремий десантно-штурмовий батальйон 95 ОДШБр.
31 грудня 2019 року партію (із щонайменше п'ятьох) броньованих автомобілів «Козак-2» отримала 81 ОАеМБр.
12 грудня 2020 року Збройним Силам була передана партія з понад 40 (точна кількість не названа) бронеавтомобілів «Козак-2». На той час кількість бронемашин цієї моделі на озброєнні ЗСУ вже перевищувала 240 одиниць.

## Вартість
У липні 2015 року видання AUTO-Consulting повідомляло, що вартість одного автомобіля становить 250 тис. євро.
За даними Сергія Пашинського, станом на грудень 2019 року, вартість одиниці становила 9,2 млн грн (грудень 2019)

### Відео
- Нацгвардія купує новий броньовик для своїх підрозділів [Архівовано 5 квітня 2017 у Wayback Machine.] // ДжеДАІ, 23 березня 2015